# Campeonato de Segunda División 1943 (Argentina)
El Campeonato de Segunda División 1943 fue el torneo que constituyó la décima temporada de la segunda división de Argentina en la era profesional, y se disputó entre el 17 de abril y el 11 de diciembre. Para esta temporada, la AFA declaró profesional a los torneos de la Segunda División.
El torneo contó con tres nuevos participantes: Estudiantes, campeón de Tercera División, que retornó a la división tras dos años; Argentino de Quilmes, promovido de la misma división, que retornó a la división tras un año; y Central Córdoba, nuevo afiliado y debutante en el torneo.
El campeón fue el Club Atlético Vélez Sarsfield, que se consagró tres fechas antes de que concluyera el torneo, venciendo por 5:2, en condición de visitante, al Club Sportivo Dock Sud. Luego de tres años en la categoría, Vélez Sarsfield retornó a la Primera División.
Asimismo, Argentino de Quilmes fue relegado a la Tercera División, habiendo terminado último en la tabla de posiciones del campeonato.

## Equipos
| Equipo                 | Ciudad               |
| ---------------------- | -------------------- |
| Acassuso               | Acassuso             |
| All Boys               | Buenos Aires         |
| Almagro                | Buenos Aires         |
| Argentino de Quilmes   | Quilmes              |
| Argentinos Juniors     | Buenos Aires         |
| Central Córdoba        | Rosario              |
| Colegiales             | Buenos Aires         |
| Defensores de Belgrano | Buenos Aires         |
| Dock Sud               | Dock Sud             |
| Estudiantes (BA)       | Buenos Aires         |
| Excursionistas         | Buenos Aires         |
| Nueva Chicago          | Buenos Aires         |
| Quilmes                | Quilmes              |
| Talleres (RE)          | Remedios de Escalada |
| Temperley              | Turdera              |
| Tigre                  | Victoria             |
| Unión                  | Santa Fe             |
| Vélez Sarsfield        | Buenos Aires         |

## Sistema de disputa
Se disputó en dos ruedas, bajo el sistema de todos contra todos.
El equipo que ocupó el primer puesto se consagró campeón, mientras que el último descendió a la Tercera División.

## Tabla de posiciones final
| Pos. | Equipo                 | Pts. | PJ | PG | PE | PP | GF | GC | Dif. |
| ---- | ---------------------- | ---- | -- | -- | -- | -- | -- | -- | ---- |
| 1.º  | Vélez Sarsfield        | 55   | 34 | 24 | 7  | 3  | 81 | 34 | 47   |
| 2.º  | Unión                  | 48   | 34 | 22 | 4  | 8  | 87 | 42 | 45   |
| 3.º  | Temperley              | 43   | 34 | 17 | 9  | 8  | 79 | 52 | 27   |
| 4.º  | Quilmes                | 43   | 34 | 18 | 7  | 9  | 59 | 46 | 13   |
| 5.º  | Argentinos Juniors     | 42   | 34 | 20 | 2  | 12 | 77 | 68 | 9    |
| 6.º  | Talleres (RE)          | 36   | 34 | 13 | 10 | 11 | 64 | 57 | 7    |
| 7.º  | Almagro                | 35   | 34 | 14 | 7  | 13 | 74 | 66 | 8    |
| 8.º  | Tigre                  | 35   | 34 | 15 | 5  | 14 | 64 | 64 | 0    |
| 9.º  | Central Córdoba        | 34   | 34 | 14 | 6  | 14 | 55 | 59 | −4   |
| 10.º | All Boys               | 32   | 34 | 12 | 8  | 14 | 60 | 58 | 2    |
| 11.º | Nueva Chicago          | 31   | 34 | 12 | 7  | 15 | 68 | 79 | −11  |
| 12.º | Excursionistas         | 30   | 34 | 11 | 8  | 15 | 56 | 57 | −1   |
| 13.º | Estudiantes (BA)       | 28   | 34 | 11 | 6  | 17 | 52 | 60 | −8   |
| 14.º | Dock Sud               | 27   | 34 | 11 | 5  | 18 | 70 | 95 | −25  |
| 15.º | Colegiales             | 26   | 34 | 9  | 8  | 17 | 50 | 70 | −20  |
| 16.º | Acassuso               | 24   | 34 | 9  | 6  | 19 | 57 | 89 | −32  |
| 17.º | Defensores de Belgrano | 23   | 34 | 8  | 7  | 19 | 48 | 77 | −29  |
| 18.º | Argentino de Quilmes   | 20   | 34 | 9  | 2  | 23 | 49 | 77 | −28  |

|  | Campeón y ascendido a la Primera División. |
|  | Descendió a la Tercera División.           |

## Resultados
Primera Rueda
| Fecha 1                | Fecha 1   | Fecha 1              | Fecha 1                | Fecha 1     | Fecha 1 |
| Local                  | Resultado | Visitante            | Estadio                | Fecha       |         |
| ---------------------- | --------- | -------------------- | ---------------------- | ----------- | ------- |
| Nueva Chicago          | 3 - 2     | Acassuso             | Nueva Chicago          | 17 de abril |         |
| Defensores de Belgrano | 0 - 1     | Argentino de Quilmes | Defensores de Belgrano | 17 de abril |         |
| Almagro                | 0 - 1     | Central Córdoba (R)  | Almagro                | 17 de abril |         |
| Colegiales             | 1 - 1     | Talleres (RdE)       | Colegiales             | 17 de abril |         |
| All Boys               | 1 - 2     | Argentinos Juniors   | All Boys               | 17 de abril |         |
| Temperley              | 3 - 0     | Sportivo Dock Sud    | Temperley              | 17 de abril |         |
| Unión                  | 3 - 0     | Estudiantes (BA)     | Unión                  | 17 de abril |         |
| Quilmes                | 2 - 1     | Excursionistas       | Quilmes                | 17 de abril |         |
| Tigre                  | 2 - 3     | Vélez Sarsfield      | Tigre                  | 17 de abril |         |

| Fecha 2              | Fecha 2   | Fecha 2                | Fecha 2              | Fecha 2     | Fecha 2 |
| Local                | Resultado | Visitante              | Estadio              | Fecha       |         |
| -------------------- | --------- | ---------------------- | -------------------- | ----------- | ------- |
| Central Córdoba (R)  | 4 - 1     | Defensores de Belgrano | Central Córdoba (R)  | 23 de abril |         |
| Tigre                | 5 - 3     | Nueva Chicago          | Tigre                | 24 de abril |         |
| Vélez Sarsfield      | 1 - 1     | Quilmes                | Ferro Carril Oeste   | 24 de abril |         |
| Excursionistas       | 1 - 3     | Unión                  | Excursionistas       | 24 de abril |         |
| Estudiantes (BA)     | 1 - 2     | Temperley              | Estudiantes (BA)     | 24 de abril |         |
| Sportivo Dock Sud    | 2 - 1     | All Boys               | Sportivo Dock Sud    | 24 de abril |         |
| Argentinos Juniors   | 4 - 1     | Colegiales             | Argentinos Juniors   | 24 de abril |         |
| Talleres (RdE)       | 4 - 1     | Almagro                | Talleres (RdE)       | 24 de abril |         |
| Argentino de Quilmes | 2 - 0     | Acassuso               | Argentino de Quilmes | 24 de abril |         |

| Fecha 3                | Fecha 3   | Fecha 3              | Fecha 3                | Fecha 3   | Fecha 3 |
| Local                  | Resultado | Visitante            | Estadio                | Fecha     |         |
| ---------------------- | --------- | -------------------- | ---------------------- | --------- | ------- |
| Nueva Chicago          | 3 - 3     | Argentino de Quilmes | Nueva Chicago          | 1 de mayo |         |
| Acassuso               | 1 - 2     | Central Córdoba (R)  | Acassuso               | 1 de mayo |         |
| Defensores de Belgrano | 0 - 2     | Talleres (RdE)       | Defensores de Belgrano | 1 de mayo |         |
| Almagro                | 2 - 1     | Argentinos Juniors   | Almagro                | 1 de mayo |         |
| Colegiales             | 2 - 2     | Sportivo Dock Sud    | Colegiales             | 1 de mayo |         |
| All Boys               | 0 - 2     | Estudiantes (BA)     | All Boys               | 1 de mayo |         |
| Temperley              | 1 - 1     | Excursionistas       | Temperley              | 1 de mayo |         |
| Quilmes                | 1 - 1     | Tigre                | Quilmes                | 1 de mayo |         |
| Unión                  | 1 - 2     | Vélez Sarsfield      | Unión                  | 2 de mayo |         |

| Fecha 4             | Fecha 4   | Fecha 4                | Fecha 4             | Fecha 4   | Fecha 4 |
| Local               | Resultado | Visitante              | Estadio             | Fecha     |         |
| ------------------- | --------- | ---------------------- | ------------------- | --------- | ------- |
| Quilmes             | 3 - 2     | Nueva Chicago          | Quilmes             | 8 de mayo |         |
| Tigre               | 2 - 2     | Unión                  | Tigre               | 8 de mayo |         |
| Vélez Sarsfield     | 3 - 1     | Temperley              | Vélez Sarsfield     | 8 de mayo |         |
| Excursionistas      | 2 - 2     | All Boys               | Excursionistas      | 8 de mayo |         |
| Estudiantes (BA)    | 3 - 0     | Colegiales             | Estudiantes (BA)    | 8 de mayo |         |
| Sportivo Dock Sud   | 4 - 1     | Almagro                | Sportivo Dock Sud   | 8 de mayo |         |
| Argentinos Juniors  | 3 - 2     | Defensores de Belgrano | Argentinos Juniors  | 8 de mayo |         |
| Talleres (RdE)      | 2 - 1     | Acassuso               | Talleres (RdE)      | 8 de mayo |         |
| Central Córdoba (R) | 2 - 3     | Argentino de Quilmes   | Central Córdoba (R) | 8 de mayo |         |

| Fecha 5                | Fecha 5   | Fecha 5             | Fecha 5                | Fecha 5    | Fecha 5 |
| Local                  | Resultado | Visitante           | Estadio                | Fecha      |         |
| ---------------------- | --------- | ------------------- | ---------------------- | ---------- | ------- |
| Nueva Chicago          | 3 - 0     | Central Córdoba (R) | Nueva Chicago          | 15 de mayo |         |
| Argentino de Quilmes   | 0 - 1     | Talleres (RdE)      | Argentino de Quilmes   | 15 de mayo |         |
| Acassuso               | 1 - 1     | Argentinos Juniors  | Acassuso               | 15 de mayo |         |
| Defensores de Belgrano | 2 - 2     | Sportivo Dock Sud   | Defensores de Belgrano | 15 de mayo |         |
| Almagro                | 3 - 1     | Estudiantes (BA)    | Almagro                | 15 de mayo |         |
| Colegiales             | 1 - 0     | Excursionistas      | Colegiales             | 15 de mayo |         |
| All Boys               | 1 - 0     | Vélez Sarsfield     | All Boys               | 15 de mayo |         |
| Temperley              | 1 - 1     | Tigre               | Temperley              | 15 de mayo |         |
| Unión                  | 1 - 2     | Quilmes             | Unión                  | 16 de mayo |         |

| Fecha 6            | Fecha 6   | Fecha 6                | Fecha 6            | Fecha 6    | Fecha 6 |
| Local              | Resultado | Visitante              | Estadio            | Fecha      |         |
| ------------------ | --------- | ---------------------- | ------------------ | ---------- | ------- |
| Quilmes            | 0 - 0     | Temperley              | Quilmes            | 22 de mayo |         |
| Tigre              | 2 - 0     | All Boys               | Tigre              | 22 de mayo |         |
| Vélez Sarsfield    | 3 - 1     | Colegiales             | Vélez Sarsfield    | 22 de mayo |         |
| Excursionistas     | 1 - 2     | Almagro                | Excursionistas     | 22 de mayo |         |
| Estudiantes (BA)   | 2 - 2     | Defensores de Belgrano | Estudiantes (BA)   | 22 de mayo |         |
| Sportivo Dock Sud  | 1 - 2     | Acassuso               | Sportivo Dock Sud  | 22 de mayo |         |
| Argentinos Juniors | 2 - 1     | Argentino de Quilmes   | Argentinos Juniors | 22 de mayo |         |
| Talleres (RdE)     | 0 - 1     | Central Córdoba (R)    | Talleres (RdE)     | 22 de mayo |         |
| Unión              | 1 - 0     | Nueva Chicago          | Unión              | 23 de mayo |         |

| Fecha 7                | Fecha 7   | Fecha 7            | Fecha 7                | Fecha 7    | Fecha 7 |
| Local                  | Resultado | Visitante          | Estadio                | Fecha      |         |
| ---------------------- | --------- | ------------------ | ---------------------- | ---------- | ------- |
| Central Córdoba (R)    | 2 - 2     | Argentinos Juniors | Central Córdoba (R)    | 25 de mayo |         |
| Nueva Chicago          | 1 - 0     | Talleres (RdE)     | Nueva Chicago          | 29 de mayo |         |
| Argentino de Quilmes   | 1 - 2     | Sportivo Dock Sud  | Argentino de Quilmes   | 29 de mayo |         |
| Acassuso               | 1 - 2     | Estudiantes (BA)   | Acassuso               | 29 de mayo |         |
| Defensores de Belgrano | 2 - 1     | Excursionistas     | Defensores de Belgrano | 29 de mayo |         |
| Almagro                | 1 - 0     | Vélez Sarsfield    | Chacarita Juniors      | 29 de mayo |         |
| Colegiales             | 1 - 1     | Tigre              | Colegiales             | 29 de mayo |         |
| All Boys               | 0 - 2     | Quilmes            | Ferro Carril Oeste     | 29 de mayo |         |
| Temperley              | 4 - 1     | Unión              | Temperley              | 29 de mayo |         |

| Fecha 8            | Fecha 8   | Fecha 8                | Fecha 8            | Fecha 8     | Fecha 8 |
| Local              | Resultado | Visitante              | Estadio            | Fecha       |         |
| ------------------ | --------- | ---------------------- | ------------------ | ----------- | ------- |
| Temperley          | 3 - 2     | Nueva Chicago          | Temperley          | 12 de junio |         |
| Quilmes            | 1 - 0     | Colegiales             | Quilmes            | 12 de junio |         |
| Tigre              | 1 - 0     | Almagro                | Tigre              | 12 de junio |         |
| Vélez Sarsfield    | 3 - 0     | Defensores de Belgrano | Vélez Sarsfield    | 12 de junio |         |
| Excursionistas     | 2 - 2     | Acassuso               | Excursionistas     | 12 de junio |         |
| Estudiantes (BA)   | 4 - 0     | Argentino de Quilmes   | Chacarita Juniors  | 12 de junio |         |
| Sportivo Dock Sud  | 1 - 2     | Central Córdoba (R)    | Sportivo Dock Sud  | 12 de junio |         |
| Argentinos Juniors | 3 - 2     | Talleres (RdE)         | Argentinos Juniors | 12 de junio |         |
| Unión              | 3 - 1     | All Boys               | Unión              | 13 de junio |         |

| Fecha 9                | Fecha 9   | Fecha 9            | Fecha 9                | Fecha 9     | Fecha 9 |
| Local                  | Resultado | Visitante          | Estadio                | Fecha       |         |
| ---------------------- | --------- | ------------------ | ---------------------- | ----------- | ------- |
| Nueva Chicago          | 3 - 2     | Argentinos Juniors | Nueva Chicago          | 19 de junio |         |
| Talleres (RdE)         | 5 - 0     | Sportivo Dock Sud  | Talleres (RdE)         | 19 de junio |         |
| Central Córdoba (R)    | 0 - 0     | Estudiantes (BA)   | Central Córdoba (R)    | 19 de junio |         |
| Argentino de Quilmes   | 4 - 1     | Excursionistas     | Quilmes                | 19 de junio |         |
| Acassuso               | 2 - 2     | Vélez Sarsfield    | Acassuso               | 19 de junio |         |
| Defensores de Belgrano | 2 - 4     | Tigre              | Defensores de Belgrano | 19 de junio |         |
| Almagro                | 0 - 0     | Quilmes            | Atlanta                | 19 de junio |         |
| Colegiales             | 2 - 0     | Unión              | Colegiales             | 19 de junio |         |
| All Boys               | 0 - 2     | Temperley          | All Boys               | 19 de junio |         |

| Fecha 10          | Fecha 10  | Fecha 10               | Fecha 10          | Fecha 10    | Fecha 10 |
| Local             | Resultado | Visitante              | Estadio           | Fecha       |          |
| ----------------- | --------- | ---------------------- | ----------------- | ----------- | -------- |
| All Boys          | 2 - 1     | Nueva Chicago          | All Boys          | 26 de junio |          |
| Temperley         | 5 - 2     | Colegiales             | Temperley         | 26 de junio |          |
| Quilmes           | 0 - 3     | Defensores de Belgrano | Quilmes           | 26 de junio |          |
| Tigre             | 3 - 2     | Acassuso               | Tigre             | 26 de junio |          |
| Vélez Sarsfield   | 3 - 1     | Argentino de Quilmes   | Vélez Sarsfield   | 26 de junio |          |
| Excursionistas    | 2 - 0     | Central Córdoba (R)    | Excursionistas    | 26 de junio |          |
| Estudiantes (BA)  | 2 - 2     | Talleres (RdE)         | Estudiantes (BA)  | 26 de junio |          |
| Sportivo Dock Sud | 2 - 5     | Argentinos Juniors     | Sportivo Dock Sud | 26 de junio |          |
| Unión             | 2 - 0     | Almagro                | Unión             | 27 de junio |          |

| Fecha 11               | Fecha 11  | Fecha 11          | Fecha 11               | Fecha 11   | Fecha 11 |
| Local                  | Resultado | Visitante         | Estadio                | Fecha      |          |
| ---------------------- | --------- | ----------------- | ---------------------- | ---------- | -------- |
| Nueva Chicago          | 3 - 2     | Sportivo Dock Sud | Nueva Chicago          | 3 de julio |          |
| Argentinos Juniors     | 2 - 0     | Estudiantes (BA)  | Argentinos Juniors     | 3 de julio |          |
| Talleres (RdE)         | 1 - 2     | Excursionistas    | Talleres (RdE)         | 3 de julio |          |
| Central Córdoba (R)    | 1 - 1     | Vélez Sarsfield   | Central Córdoba (R)    | 3 de julio |          |
| Argentino de Quilmes   | 3 - 0     | Tigre             | Quilmes                | 3 de julio |          |
| Acassuso               | 1 - 2     | Quilmes           | Acassuso               | 3 de julio |          |
| Defensores de Belgrano | 1 - 1     | Unión             | Defensores de Belgrano | 3 de julio |          |
| Almagro                | 4 - 1     | Temperley         | Almagro                | 3 de julio |          |
| Colegiales             | 0 - 1     | All Boys          | Colegiales             | 3 de julio |          |

| Fecha 12         | Fecha 12  | Fecha 12               | Fecha 12         | Fecha 12    | Fecha 12 |
| Local            | Resultado | Visitante              | Estadio          | Fecha       |          |
| ---------------- | --------- | ---------------------- | ---------------- | ----------- | -------- |
| All Boys         | 0 - 0     | Almagro                | All Boys         | 10 de julio |          |
| Excursionistas   | 0 - 1     | Argentinos Juniors     | Excursionistas   | 10 de julio |          |
| Colegiales       | 5 - 1     | Nueva Chicago          | Colegiales       | 11 de julio |          |
| Temperley        | 4 - 1     | Defensores de Belgrano | Temperley        | 11 de julio |          |
| Quilmes          | 4 - 3     | Argentino de Quilmes   | Quilmes          | 11 de julio |          |
| Tigre            | 2 - 0     | Central Córdoba (R)    | Tigre            | 11 de julio |          |
| Vélez Sarsfield  | 2 - 0     | Talleres (RdE)         | Vélez Sarsfield  | 11 de julio |          |
| Estudiantes (BA) | 0 - 0     | Sportivo Dock Sud      | Estudiantes (BA) | 11 de julio |          |
| Unión            | 8 - 1     | Acassuso               | Unión            | 21 de julio |          |

| Fecha 13               | Fecha 13  | Fecha 13         | Fecha 13               | Fecha 13    | Fecha 13 |
| Local                  | Resultado | Visitante        | Estadio                | Fecha       |          |
| ---------------------- | --------- | ---------------- | ---------------------- | ----------- | -------- |
| Nueva Chicago          | 2 - 1     | Estudiantes (BA) | Nueva Chicago          | 17 de julio |          |
| Sportivo Dock Sud      | 1 - 1     | Excursionistas   | Sportivo Dock Sud      | 17 de julio |          |
| Argentinos Juniors     | 0 - 2     | Vélez Sarsfield  | Argentinos Juniors     | 17 de julio |          |
| Talleres (RdE)         | 2 - 1     | Tigre            | Talleres (RdE)         | 17 de julio |          |
| Central Córdoba (R)    | 1 - 1     | Quilmes          | Central Córdoba (R)    | 17 de julio |          |
| Argentino de Quilmes   | 0 - 1     | Unión            | Argentino de Quilmes   | 17 de julio |          |
| Acassuso               | 1 - 0     | Temperley        | Acassuso               | 17 de julio |          |
| Defensores de Belgrano | 1 - 1     | All Boys         | Defensores de Belgrano | 17 de julio |          |
| Almagro                | 6 - 1     | Colegiales       | Almagro                | 17 de julio |          |

| Fecha 14        | Fecha 14  | Fecha 14               | Fecha 14        | Fecha 14    | Fecha 14 |
| Local           | Resultado | Visitante              | Estadio         | Fecha       |          |
| --------------- | --------- | ---------------------- | --------------- | ----------- | -------- |
| Almagro         | 1 - 2     | Nueva Chicago          | Almagro         | 24 de julio |          |
| Colegiales      | 1 - 1     | Defensores de Belgrano | Colegiales      | 24 de julio |          |
| All Boys        | 7 - 0     | Acassuso               | All Boys        | 24 de julio |          |
| Temperley       | 5 - 1     | Argentino de Quilmes   | Temperley       | 24 de julio |          |
| Quilmes         | 0 - 0     | Talleres (RdE)         | Quilmes         | 24 de julio |          |
| Tigre           | 3 - 2     | Argentinos Juniors     | Tigre           | 24 de julio |          |
| Vélez Sarsfield | 3 - 1     | Sportivo Dock Sud      | Vélez Sarsfield | 24 de julio |          |
| Excursionistas  | 1 - 0     | Estudiantes (BA)       | Excursionistas  | 24 de julio |          |
| Unión           | 3 - 1     | Central Córdoba (R)    | Unión           | 25 de julio |          |

| Fecha 15               | Fecha 15  | Fecha 15        | Fecha 15               | Fecha 15    | Fecha 15 |
| Local                  | Resultado | Visitante       | Estadio                | Fecha       |          |
| ---------------------- | --------- | --------------- | ---------------------- | ----------- | -------- |
| Nueva Chicago          | 1 - 1     | Excursionistas  | Nueva Chicago          | 31 de julio |          |
| Estudiantes (BA)       | 1 - 3     | Vélez Sarsfield | Estudiantes (BA)       | 31 de julio |          |
| Sportivo Dock Sud      | 1 - 2     | Tigre           | Sportivo Dock Sud      | 31 de julio |          |
| Argentinos Juniors     | 3 - 1     | Quilmes         | Argentinos Juniors     | 31 de julio |          |
| Talleres (RdE)         | 3 - 0     | Unión           | Talleres (RdE)         | 31 de julio |          |
| Argentino de Quilmes   | 1 - 2     | All Boys        | Argentino de Quilmes   | 31 de julio |          |
| Acassuso               | 3 - 1     | Colegiales      | Acassuso               | 31 de julio |          |
| Defensores de Belgrano | 2 - 2     | Almagro         | Defensores de Belgrano | 31 de julio |          |
| Central Córdoba (R)    | 0 - 1     | Temperley       | Central Córdoba (R)    | 1 de agosto |          |

| Fecha 16               | Fecha 16  | Fecha 16             | Fecha 16               | Fecha 16    | Fecha 16 |
| Local                  | Resultado | Visitante            | Estadio                | Fecha       |          |
| ---------------------- | --------- | -------------------- | ---------------------- | ----------- | -------- |
| Defensores de Belgrano | 1 - 0     | Nueva Chicago        | Defensores de Belgrano | 7 de agosto |          |
| Almagro                | 3 - 1     | Acassuso             | Chacarita Juniors      | 7 de agosto |          |
| Colegiales             | 3 - 1     | Argentino de Quilmes | Colegiales             | 7 de agosto |          |
| All Boys               | 2 - 1     | Central Córdoba (R)  | All Boys               | 7 de agosto |          |
| Temperley              | 1 - 2     | Talleres (RdE)       | Temperley              | 7 de agosto |          |
| Quilmes                | 1 - 2     | Sportivo Dock Sud    | Quilmes                | 7 de agosto |          |
| Tigre                  | 2 - 0     | Estudiantes (BA)     | Tigre                  | 7 de agosto |          |
| Vélez Sarsfield        | 3 - 1     | Excursionistas       | Vélez Sarsfield        | 7 de agosto |          |
| Unión                  | 5 - 1     | Argentinos Juniors   | Unión                  | 8 de agosto |          |

| Fecha 17             | Fecha 17  | Fecha 17               | Fecha 17             | Fecha 17     | Fecha 17 |
| Local                | Resultado | Visitante              | Estadio              | Fecha        |          |
| -------------------- | --------- | ---------------------- | -------------------- | ------------ | -------- |
| Nueva Chicago        | 2 - 4     | Vélez Sarsfield        | Nueva Chicago        | 14 de agosto |          |
| Excursionistas       | 1 - 0     | Tigre                  | Excursionistas       | 14 de agosto |          |
| Estudiantes (BA)     | 0 - 1     | Quilmes                | Estudiantes (BA)     | 14 de agosto |          |
| Sportivo Dock Sud    | 0 - 3     | Unión                  | Sportivo Dock Sud    | 14 de agosto |          |
| Argentinos Juniors   | 0 - 2     | Temperley              | Argentinos Juniors   | 14 de agosto |          |
| Talleres (RdE)       | 0 - 0     | All Boys               | Talleres (RdE)       | 14 de agosto |          |
| Central Córdoba (R)  | 2 - 0     | Colegiales             | Central Córdoba (R)  | 14 de agosto |          |
| Argentino de Quilmes | 1 - 2     | Almagro                | Argentino de Quilmes | 14 de agosto |          |
| Acassuso             | 1 - 0     | Defensores de Belgrano | Acassuso             | 14 de agosto |          |

Segunda Rueda
| Fecha 18             | Fecha 18  | Fecha 18               | Fecha 18             | Fecha 18     | Fecha 18 |
| Local                | Resultado | Visitante              | Estadio              | Fecha        |          |
| -------------------- | --------- | ---------------------- | -------------------- | ------------ | -------- |
| Acassuso             | 5 - 1     | Nueva Chicago          | Acassuso             | 21 de agosto |          |
| Argentino de Quilmes | 0 - 2     | Defensores de Belgrano | Argentino de Quilmes | 21 de agosto |          |
| Central Córdoba (R)  | 4 - 1     | Almagro                | Central Córdoba (R)  | 21 de agosto |          |
| Talleres (RdE)       | 0 - 0     | Colegiales             | Talleres (RdE)       | 21 de agosto |          |
| Argentinos Juniors   | 1 - 0     | All Boys               | Argentinos Juniors   | 21 de agosto |          |
| Sportivo Dock Sud    | 1 - 5     | Temperley              | Sportivo Dock Sud    | 21 de agosto |          |
| Estudiantes (BA)     | 0 - 4     | Unión                  | Estudiantes (BA)     | 21 de agosto |          |
| Excursionistas       | 1 - 0     | Quilmes                | Excursionistas       | 21 de agosto |          |
| Vélez Sarsfield      | 4 - 1     | Tigre                  | Vélez Sarsfield      | 21 de agosto |          |

| Fecha 19               | Fecha 19  | Fecha 19             | Fecha 19               | Fecha 19     | Fecha 19 |
| Local                  | Resultado | Visitante            | Estadio                | Fecha        |          |
| ---------------------- | --------- | -------------------- | ---------------------- | ------------ | -------- |
| Nueva Chicago          | 1 - 0     | Tigre                | Nueva Chicago          | 28 de agosto |          |
| Quilmes                | 0 - 0     | Vélez Sarsfield      | Quilmes                | 28 de agosto |          |
| Temperley              | 1 - 2     | Estudiantes (BA)     | Temperley              | 28 de agosto |          |
| All Boys               | 4 - 3     | Sportivo Dock Sud    | All Boys               | 28 de agosto |          |
| Colegiales             | 1 - 2     | Argentinos Juniors   | Colegiales             | 28 de agosto |          |
| Almagro                | 0 - 0     | Talleres (RdE)       | Chacarita Juniors      | 28 de agosto |          |
| Defensores de Belgrano | 3 - 2     | Central Córdoba (R)  | Defensores de Belgrano | 28 de agosto |          |
| Acassuso               | 3 - 0     | Argentino de Quilmes | Acassuso               | 28 de agosto |          |
| Unión                  | 2 - 0     | Excursionistas       | Unión                  | 29 de agosto |          |

| Fecha 20             | Fecha 20  | Fecha 20               | Fecha 20             | Fecha 20        | Fecha 20 |
| Local                | Resultado | Visitante              | Estadio              | Fecha           |          |
| -------------------- | --------- | ---------------------- | -------------------- | --------------- | -------- |
| Argentino de Quilmes | 6 - 2     | Nueva Chicago          | Argentino de Quilmes | 4 de septiembre |          |
| Central Córdoba (R)  | 3 - 1     | Acassuso               | Central Córdoba (R)  | 4 de septiembre |          |
| Talleres (RdE)       | 6 - 2     | Defensores de Belgrano | Talleres (RdE)       | 4 de septiembre |          |
| Argentinos Juniors   | 2 - 4     | Almagro                | Argentinos Juniors   | 4 de septiembre |          |
| Estudiantes (BA)     | 2 - 1     | All Boys               | Estudiantes (BA)     | 4 de septiembre |          |
| Excursionistas       | 2 - 2     | Temperley              | Excursionistas       | 4 de septiembre |          |
| Vélez Sarsfield      | 2 - 3     | Unión                  | Vélez Sarsfield      | 4 de septiembre |          |
| Tigre                | 1 - 0     | Quilmes                | Tigre                | 4 de septiembre |          |
| Sportivo Dock Sud    | 2 - 1     | Colegiales             | Sportivo Dock Sud    | 8 de septiembre |          |

| Fecha 21               | Fecha 21  | Fecha 21            | Fecha 21               | Fecha 21         | Fecha 21 |
| Local                  | Resultado | Visitante           | Estadio                | Fecha            |          |
| ---------------------- | --------- | ------------------- | ---------------------- | ---------------- | -------- |
| Nueva Chicago          | 5 - 1     | Quilmes             | Nueva Chicago          | 11 de septiembre |          |
| Temperley              | 2 - 3     | Vélez Sarsfield     | Temperley              | 11 de septiembre |          |
| All Boys               | 3 - 1     | Excursionistas      | All Boys               | 11 de septiembre |          |
| Colegiales             | 1 - 3     | Estudiantes (BA)    | Colegiales             | 11 de septiembre |          |
| Almagro                | 10 - 3    | Sportivo Dock Sud   | Almagro                | 11 de septiembre |          |
| Defensores de Belgrano | 2 - 3     | Argentinos Juniors  | Defensores de Belgrano | 11 de septiembre |          |
| Acassuso               | 3 - 1     | Talleres (RdE)      | Acassuso               | 11 de septiembre |          |
| Argentino de Quilmes   | 2 - 1     | Central Córdoba (R) | Argentino de Quilmes   | 11 de septiembre |          |
| Unión                  | 5 - 1     | Tigre               | Unión                  | 12 de septiembre |          |

| Fecha 22            | Fecha 22  | Fecha 22               | Fecha 22            | Fecha 22         | Fecha 22 |
| Local               | Resultado | Visitante              | Estadio             | Fecha            |          |
| ------------------- | --------- | ---------------------- | ------------------- | ---------------- | -------- |
| Talleres (RdE)      | 5 - 1     | Argentino de Quilmes   | Talleres (RdE)      | 18 de septiembre |          |
| Argentinos Juniors  | 3 - 2     | Acassuso               | Argentinos Juniors  | 18 de septiembre |          |
| Sportivo Dock Sud   | 7 - 1     | Defensores de Belgrano | Sportivo Dock Sud   | 18 de septiembre |          |
| Estudiantes (BA)    | 3 - 3     | Almagro                | Chacarita Juniors   | 18 de septiembre |          |
| Excursionistas      | 2 - 3     | Colegiales             | Excursionistas      | 18 de septiembre |          |
| Vélez Sarsfield     | 1 - 1     | All Boys               | Vélez Sarsfield     | 18 de septiembre |          |
| Tigre               | 1 - 2     | Temperley              | Tigre               | 18 de septiembre |          |
| Quilmes             | 4 - 3     | Unión                  | Quilmes             | 18 de septiembre |          |
| Central Córdoba (R) | 5 - 1     | Nueva Chicago          | Central Córdoba (R) | 19 de septiembre |          |

| Fecha 23               | Fecha 23  | Fecha 23           | Fecha 23               | Fecha 23         | Fecha 23 |
| Local                  | Resultado | Visitante          | Estadio                | Fecha            |          |
| ---------------------- | --------- | ------------------ | ---------------------- | ---------------- | -------- |
| Nueva Chicago          | 1 - 1     | Unión              | Nueva Chicago          | 25 de septiembre |          |
| Temperley              | 2 - 1     | Quilmes            | Temperley              | 25 de septiembre |          |
| All Boys               | 2 - 1     | Tigre              | All Boys               | 25 de septiembre |          |
| Colegiales             | 0 - 1     | Vélez Sarsfield    | Colegiales             | 25 de septiembre |          |
| Almagro                | 1 - 4     | Excursionistas     | Almagro                | 25 de septiembre |          |
| Defensores de Belgrano | 1 - 0     | Estudiantes (BA)   | Defensores de Belgrano | 25 de septiembre |          |
| Acassuso               | 4 - 7     | Sportivo Dock Sud  | Acassuso               | 25 de septiembre |          |
| Argentino de Quilmes   | 1 - 2     | Argentinos Juniors | Argentino de Quilmes   | 25 de septiembre |          |
| Central Córdoba (R)    | 1 - 1     | Talleres (RdE)     | Central Córdoba (R)    | 25 de septiembre |          |

| Fecha 24           | Fecha 24  | Fecha 24               | Fecha 24           | Fecha 24     | Fecha 24 |
| Local              | Resultado | Visitante              | Estadio            | Fecha        |          |
| ------------------ | --------- | ---------------------- | ------------------ | ------------ | -------- |
| Talleres (RdE)     | 5 - 2     | Nueva Chicago          | Talleres (RdE)     | 2 de octubre |          |
| Argentinos Juniors | 4 - 1     | Central Córdoba (R)    | Argentinos Juniors | 2 de octubre |          |
| Sportivo Dock Sud  | 2 - 1     | Argentino de Quilmes   | Sportivo Dock Sud  | 2 de octubre |          |
| Estudiantes (BA)   | 0 - 0     | Acassuso               | Estudiantes (BA)   | 2 de octubre |          |
| Excursionistas     | 2 - 1     | Defensores de Belgrano | Excursionistas     | 2 de octubre |          |
| Vélez Sarsfield    | 1 - 1     | Almagro                | Vélez Sarsfield    | 2 de octubre |          |
| Tigre              | 3 - 1     | Colegiales             | Tigre              | 2 de octubre |          |
| Quilmes            | 0 - 2     | All Boys               | Quilmes            | 2 de octubre |          |
| Unión              | 5 - 1     | Temperley              | Unión              | 3 de octubre |          |

| Fecha 25               | Fecha 25  | Fecha 25           | Fecha 25               | Fecha 25      | Fecha 25 |
| Local                  | Resultado | Visitante          | Estadio                | Fecha         |          |
| ---------------------- | --------- | ------------------ | ---------------------- | ------------- | -------- |
| Nueva Chicago          | 2 - 2     | Temperley          | Nueva Chicago          | 9 de octubre  |          |
| All Boys               | 2 - 3     | Unión              | All Boys               | 9 de octubre  |          |
| Colegiales             | 0 - 4     | Quilmes            | Colegiales             | 9 de octubre  |          |
| Almagro                | 6 - 2     | Tigre              | Almagro                | 9 de octubre  |          |
| Defensores de Belgrano | 1 - 2     | Vélez Sarsfield    | Defensores de Belgrano | 9 de octubre  |          |
| Acassuso               | 3 - 3     | Excursionistas     | Acassuso               | 9 de octubre  |          |
| Argentino de Quilmes   | 6 - 3     | Estudiantes (BA)   | Argentino de Quilmes   | 9 de octubre  |          |
| Talleres (RdE)         | 5 - 3     | Argentinos Juniors | Talleres (RdE)         | 9 de octubre  |          |
| Central Córdoba (R)    | 3 - 3     | Sportivo Dock Sud  | Central Córdoba (R)    | 10 de octubre |          |

| Fecha 26           | Fecha 26  | Fecha 26               | Fecha 26           | Fecha 26      | Fecha 26 |
| Local              | Resultado | Visitante              | Estadio            | Fecha         |          |
| ------------------ | --------- | ---------------------- | ------------------ | ------------- | -------- |
| Argentinos Juniors | 5 - 2     | Nueva Chicago          | Argentinos Juniors | 16 de octubre |          |
| Sportivo Dock Sud  | 4 - 2     | Talleres (RdE)         | Sportivo Dock Sud  | 16 de octubre |          |
| Estudiantes (BA)   | 1 - 2     | Central Córdoba (R)    | Estudiantes (BA)   | 16 de octubre |          |
| Excursionistas     | 1 - 0     | Argentino de Quilmes   | Excursionistas     | 16 de octubre |          |
| Vélez Sarsfield    | 3 - 0     | Acassuso               | Vélez Sarsfield    | 16 de octubre |          |
| Tigre              | 2 - 1     | Defensores de Belgrano | Tigre              | 16 de octubre |          |
| Quilmes            | 4 - 3     | Almagro                | Quilmes            | 16 de octubre |          |
| Temperley          | 3 - 2     | All Boys               | Temperley          | 16 de octubre |          |
| Unión              | 4 - 1     | Colegiales             | Unión              | 17 de octubre |          |

| Fecha 27               | Fecha 27  | Fecha 27          | Fecha 27               | Fecha 27      | Fecha 27 |
| Local                  | Resultado | Visitante         | Estadio                | Fecha         |          |
| ---------------------- | --------- | ----------------- | ---------------------- | ------------- | -------- |
| Nueva Chicago          | 3 - 3     | All Boys          | Nueva Chicago          | 23 de octubre |          |
| Colegiales             | 1 - 1     | Temperley         | Chacarita Juniors      | 23 de octubre |          |
| Almagro                | 0 - 1     | Unión             | Almagro                | 23 de octubre |          |
| Defensores de Belgrano | 1 - 2     | Quilmes           | Defensores de Belgrano | 23 de octubre |          |
| Acassuso               | 3 - 2     | Tigre             | Acassuso               | 23 de octubre |          |
| Argentino de Quilmes   | 0 - 2     | Vélez Sarsfield   | Argentino de Quilmes   | 23 de octubre |          |
| Central Córdoba (R)    | 2 - 1     | Excursionistas    | Central Córdoba (R)    | 23 de octubre |          |
| Talleres (RdE)         | 3 - 6     | Estudiantes (BA)  | Talleres (RdE)         | 23 de octubre |          |
| Argentinos Juniors     | 0 - 2     | Sportivo Dock Sud | Argentinos Juniors     | 23 de octubre |          |

| Fecha 28          | Fecha 28  | Fecha 28               | Fecha 28          | Fecha 28      | Fecha 28 |
| Local             | Resultado | Visitante              | Estadio           | Fecha         |          |
| ----------------- | --------- | ---------------------- | ----------------- | ------------- | -------- |
| Sportivo Dock Sud | 3 - 1     | Nueva Chicago          | Sportivo Dock Sud | 30 de octubre |          |
| Estudiantes (BA)  | 1 - 3     | Argentinos Juniors     | Estudiantes (BA)  | 30 de octubre |          |
| Excursionistas    | 4 - 0     | Talleres (RdE)         | Excursionistas    | 30 de octubre |          |
| Vélez Sarsfield   | 4 - 0     | Central Córdoba (R)    | Vélez Sarsfield   | 30 de octubre |          |
| Tigre             | 3 - 0     | Argentino de Quilmes   | Tigre             | 30 de octubre |          |
| Quilmes           | 5 - 3     | Acassuso               | Quilmes           | 30 de octubre |          |
| Unión             | 2 - 1     | Defensores de Belgrano | Unión             | 30 de octubre |          |
| Temperley         | 2 - 2     | Almagro                | Temperley         | 30 de octubre |          |
| All Boys          | 2 - 4     | Colegiales             | All Boys          | 30 de octubre |          |

| Fecha 29               | Fecha 29  | Fecha 29         | Fecha 29               | Fecha 29       | Fecha 29 |
| Local                  | Resultado | Visitante        | Estadio                | Fecha          |          |
| ---------------------- | --------- | ---------------- | ---------------------- | -------------- | -------- |
| Nueva Chicago          | 2 - 2     | Colegiales       | Nueva Chicago          | 6 de noviembre |          |
| Almagro                | 2 - 6     | All Boys         | Almagro                | 6 de noviembre |          |
| Defensores de Belgrano | 1 - 0     | Temperley        | Defensores de Belgrano | 6 de noviembre |          |
| Acassuso               | 0 - 0     | Unión            | Acassuso               | 6 de noviembre |          |
| Argentino de Quilmes   | 0 - 2     | Quilmes          | Argentino de Quilmes   | 6 de noviembre |          |
| Central Córdoba (R)    | 2 - 0     | Tigre            | Central Córdoba (R)    | 6 de noviembre |          |
| Talleres (RdE)         | 3 - 6     | Vélez Sarsfield  | Talleres (RdE)         | 6 de noviembre |          |
| Argentinos Juniors     | 3 - 1     | Excursionistas   | Argentinos Juniors     | 6 de noviembre |          |
| Sportivo Dock Sud      | 1 - 2     | Estudiantes (BA) | Sportivo Dock Sud      | 6 de noviembre |          |

| Fecha 30         | Fecha 30  | Fecha 30               | Fecha 30         | Fecha 30        | Fecha 30 |
| Local            | Resultado | Visitante              | Estadio          | Fecha           |          |
| ---------------- | --------- | ---------------------- | ---------------- | --------------- | -------- |
| Estudiantes (BA) | 1 - 2     | Nueva Chicago          | Estudiantes (BA) | 13 de noviembre |          |
| Excursionistas   | 6 - 1     | Sportivo Dock Sud      | Excursionistas   | 13 de noviembre |          |
| Vélez Sarsfield  | 4 - 1     | Argentinos Juniors     | Vélez Sarsfield  | 13 de noviembre |          |
| Tigre            | 2 - 2     | Talleres (RdE)         | Tigre            | 13 de noviembre |          |
| Quilmes          | 4 - 0     | Central Córdoba (R)    | Quilmes          | 13 de noviembre |          |
| Unión            | 4 - 0     | Argentino de Quilmes   | Unión            | 13 de noviembre |          |
| Temperley        | 7 - 0     | Acassuso               | Temperley        | 13 de noviembre |          |
| All Boys         | 4 - 1     | Defensores de Belgrano | All Boys         | 13 de noviembre |          |
| Colegiales       | 3 - 1     | Almagro                | Colegiales       | 13 de noviembre |          |

| Fecha 31               | Fecha 31  | Fecha 31        | Fecha 31               | Fecha 31        | Fecha 31 |
| Local                  | Resultado | Visitante       | Estadio                | Fecha           |          |
| ---------------------- | --------- | --------------- | ---------------------- | --------------- | -------- |
| Nueva Chicago          | 4 - 1     | Almagro         | Nueva Chicago          | 20 de noviembre |          |
| Defensores de Belgrano | 2 - 2     | Colegiales      | Defensores de Belgrano | 20 de noviembre |          |
| Acassuso               | 5 - 3     | All Boys        | Acassuso               | 20 de noviembre |          |
| Argentino de Quilmes   | 2 - 5     | Temperley       | Argentino de Quilmes   | 20 de noviembre |          |
| Central Córdoba (R)    | 2 - 1     | Unión           | Central Córdoba (R)    | 20 de noviembre |          |
| Talleres (RdE)         | 1 - 0     | Quilmes         | Talleres (RdE)         | 20 de noviembre |          |
| Argentinos Juniors     | 4 - 3     | Tigre           | Argentinos Juniors     | 20 de noviembre |          |
| Sportivo Dock Sud      | 2 - 5     | Vélez Sarsfield | Sportivo Dock Sud      | 20 de noviembre |          |
| Estudiantes (BA)       | 3 - 2     | Excursionistas  | Estudiantes (BA)       | 20 de noviembre |          |

| Fecha 32        | Fecha 32  | Fecha 32               | Fecha 32        | Fecha 32        | Fecha 32 |
| Local           | Resultado | Visitante              | Estadio         | Fecha           |          |
| --------------- | --------- | ---------------------- | --------------- | --------------- | -------- |
| Excursionistas  | 3 - 2     | Nueva Chicago          | Excursionistas  | 27 de noviembre |          |
| Vélez Sarsfield | 3 - 1     | Estudiantes (BA)       | Vélez Sarsfield | 27 de noviembre |          |
| Tigre           | 4 - 1     | Sportivo Dock Sud      | Tigre           | 27 de noviembre |          |
| Quilmes         | 4 - 1     | Argentinos Juniors     | Quilmes         | 27 de noviembre |          |
| Unión           | 5 - 1     | Talleres (RdE)         | Unión           | 27 de noviembre |          |
| Temperley       | 3 - 3     | Central Córdoba (R)    | Temperley       | 27 de noviembre |          |
| All Boys        | 1 - 1     | Argentino de Quilmes   | All Boys        | 27 de noviembre |          |
| Colegiales      | 4 - 1     | Acassuso               | Colegiales      | 27 de noviembre |          |
| Almagro         | 6 - 1     | Defensores de Belgrano | Almagro         | 27 de noviembre |          |

| Fecha 33             | Fecha 33  | Fecha 33               | Fecha 33             | Fecha 33       | Fecha 33 |
| Local                | Resultado | Visitante              | Estadio              | Fecha          |          |
| -------------------- | --------- | ---------------------- | -------------------- | -------------- | -------- |
| Nueva Chicago        | 4 - 1     | Defensores de Belgrano | Nueva Chicago        | 4 de diciembre |          |
| Acassuso             | 1 - 2     | Almagro                | Acassuso             | 4 de diciembre |          |
| Argentino de Quilmes | 2 - 1     | Colegiales             | Argentino de Quilmes | 4 de diciembre |          |
| Talleres (RdE)       | 1 - 1     | Temperley              | Talleres (RdE)       | 4 de diciembre |          |
| Argentinos Juniors   | 3 - 1     | Unión                  | Argentinos Juniors   | 4 de diciembre |          |
| Sportivo Dock Sud    | 3 - 4     | Quilmes                | Sportivo Dock Sud    | 4 de diciembre |          |
| Estudiantes (BA)     | 4 - 1     | Tigre                  | Estudiantes (BA)     | 4 de diciembre |          |
| Excursionistas       | 1 - 1     | Vélez Sarsfield        | Excursionistas       | 4 de diciembre |          |
| Central Córdoba (R)  | 3 - 2     | All Boys               | Central Córdoba (R)  | 5 de diciembre |          |

| Fecha 34               | Fecha 34  | Fecha 34             | Fecha 34               | Fecha 34        | Fecha 34 |
| Local                  | Resultado | Visitante            | Estadio                | Fecha           |          |
| ---------------------- | --------- | -------------------- | ---------------------- | --------------- | -------- |
| Vélez Sarsfield        | 1 - 1     | Nueva Chicago        | Vélez Sarsfield        | 11 de diciembre |          |
| Tigre                  | 5 - 2     | Excursionistas       | Tigre                  | 11 de diciembre |          |
| Quilmes                | 2 - 1     | Estudiantes (BA)     | Quilmes                | 11 de diciembre |          |
| Unión                  | 5 - 2     | Sportivo Dock Sud    | Unión                  | 11 de diciembre |          |
| Temperley              | 4 - 3     | Argentinos Juniors   | Temperley              | 11 de diciembre |          |
| All Boys               | 1 - 1     | Talleres (RdE)       | All Boys               | 11 de diciembre |          |
| Colegiales             | 2 - 1     | Central Córdoba (R)  | Colegiales             | 11 de diciembre |          |
| Almagro                | 3 - 2     | Argentino de Quilmes | Almagro                | 11 de diciembre |          |
| Defensores de Belgrano | 4 - 1     | Acassuso             | Defensores de Belgrano | 11 de diciembre |          |

| 1. 2. |